# Aphiura
Aphiura är ett släkte av tvåvingar. Aphiura ingår i familjen puckelflugor.
Kladogram enligt Catalogue of Life:
| Aphiura | \| \| Aphiura alistairi \| \| \| \| \| \| Aphiura borgmeieri \| \| \| \| \| \| Aphiura breviceps \| \| \| \| \| \| Aphiura cynthiae \| \| \| \| \| \| Aphiura dissona \| \| \| \| \| \| Aphiura distinctus \| \| \| \| \| \| Aphiura palpalis \| \| \| \| \| \| Aphiura tasmaniensis \| \| \| \| |
|         | \| \| Aphiura alistairi \| \| \| \| \| \| Aphiura borgmeieri \| \| \| \| \| \| Aphiura breviceps \| \| \| \| \| \| Aphiura cynthiae \| \| \| \| \| \| Aphiura dissona \| \| \| \| \| \| Aphiura distinctus \| \| \| \| \| \| Aphiura palpalis \| \| \| \| \| \| Aphiura tasmaniensis \| \| \| \| |
|         | Aphiura alistairi |
|         | |
|         | Aphiura borgmeieri |
|         | |
|         | Aphiura breviceps |
|         | |
|         | Aphiura cynthiae |
|         | |
|         | Aphiura dissona |
|         | |
|         | Aphiura distinctus |
|         | |
|         | Aphiura palpalis |
|         | |
|         | Aphiura tasmaniensis |
|         | |